# مایکل لو فانو
مایکل لو فانو (انگلیسی: Michael Le Fanu; ۲ اوت ۱۹۱۳ – ۲۸ نوامبر ۱۹۷۰) افسر نیروی دریایی پادشاهی بریتانیا بود. او در جنگ جهانی دوم به عنوان افسر توپخانه در یک رزم‌ناو که در ناوگان داخلی در طول نبرد نروژ و نبرد مدیترانه فعالیت می‌کرد، جنگید و سپس به عنوان افسر توپخانه در یک ناو جنگی که در ناوگان شرقی فعالیت می‌کرد، قبل از اینکه افسر رابط بین ناوگان اقیانوس آرام بریتانیا و ناوگان سوم ایالات متحده شود، خدمت کرد. پس از جنگ، او فرماندهی یک ناوچه، یک مرکز آموزشی و یک ناو هواپیمابر را بر عهده داشت. او در اواخر دهه ۱۹۶۰ به عنوان لرد اول دریا و رئیس ستاد نیروی دریایی خدمت کرد. در این نقش، در مواجهه با مشکلات اقتصادی، او سخت تلاش کرد تا نیروی دریایی را به عنوان یک نیروی ضد زیردریایی که عمدتاً در اقیانوس اطلس فعالیت می‌کند، تغییر شکل دهد.